# Anja Straubhaar
Anja Straubhaar (* 1986 in Thun) ist eine Schweizer Tänzerin, Choreographin und Schauspielerin.

## Leben
Anja Straubhaar absolvierte eine Tanzausbildung in Bern und anschliessend von 2006 bis 2009 eine Schauspiel-und-Gesangsausbildung in München.
Sie wirkte als Bühnendarstellerin in mehreren Theaterstücken, Musicals und Kabarett-Programmen mit, wie beispielsweise am Staatstheater Braunschweig, am Theater Regensburg oder am Stadttheater Klagenfurt. Seit 2011 ist sie als festes Ensemblemitglied des Opernballetts an der Bayerischen Staatsoper engagiert und war in rund 40 verschiedenen Opern als Tänzerin zu sehen. Sie wirkt auch gelegentlich in Film-und-Fernsehproduktionen mit. Als
Im März 2025 spielte sie im Nockherberg-Singspiel Ein Wadl für Deutschland die Politikerin Heidi Reichinnek.
Anja Straubhaar wohnt in München.

## Theater
- seit 2011: diverse Produktionen als Tänzerin des Opernballetts der Bayerischen Staatsoper
- 2020: Cabaret, Stadttheater Klagenfurt[7]
- 2022/23: Das Land des Lächelns, Lehár, Freies Landestheater Bayern, Choreographie[8]
- 2023: Hänsel und Gretel, Freies Landestheater Bayern
- 2024/25: Im weißen Rössl, Staatstheater Braunschweig

## Filmografie
- 2014: Wait! Where the Hell is E.T.? (Kurzfilm)
- 2021: K11 – Die neuen Fälle (Fernsehserie, 1 Folge)
- 2023: Der Zürich-Krimi: Borchert und die Stadt in Angst (Fernsehreihe)